# Fraiburgo
Fraiburgo es un municipio brasileño del estado de Santa Catarina. Tiene una población estimada al 2022 de 33 481 habitantes.
Fundada por colonos de descendencia europea, Fraiburgo aun mantiene mucha influencia de esos habitantes como la arquitectura, la gastronomía, la religión y la economía. La ciudad es conocida por sus extensos huertos de manzanos, desde la recolección hasta la elaboración de derivados como sidra, jugos, aperitivos y otros.

## Toponimia
El nombre Fraiburgo es un derivado de la familia Frey, pioneros quienes se instalaron en 1919.

## Historia
La localidad comenzó a ser habitada a finales del Siglo XIX con la instalación de fincas, entonces era conocida como "Campo da Dúvida".
La llegada de la familia Frey en 1919 proveniente de Alsacia, impactó en el crecimiento de la localidad, instalando las primeras calles, una presa y un lago artificial, el Lago das Araucárias,  el cual es una postal de la ciudad.
Ya como distrito en 1949, y emancipándose de Videira y Curitibanos en 1961, el nuevo municipio buscó una nueva actividad económica, transformando su actividad principal a la producción de manzanas.